# CITIC Tower
CITIC Tower (čínsky: 中国 尊, pchin-jin: Zhōngguó Zūn), původně Z15, ale známější jako China Zun či Zhongguo Zun, je mrakodrap postavený v Číně, ležící v Pekingské centrální obchodní čtvrti, navržený architektonickou firmou Kohn Pedersen Fox (KPF) a TFP Farrells. Je sídlem společnosti CITIC Group. Tvůrci mrakodrapu se nechali inspirovat čínskými rituálními nádobami na víno z dynastie Šang – odtud pocházejí i alternativní názvy. Stavba probíhala v letech 2012 až 2018, ale slavnostně zahájena byla už 19. září 2011. Dne 18. srpna 2016 se stal nejvyšším ve městě, když svou dosavadní výškou překonal mrakodrap China World Trade Center Tower III (330 m). Hotový, ve fázi hrubé dostavby, byl 9. července 2017 a svou konečnou výškou překonal i vysílač Central TV Tower (405 m), čímž se stal též nejvyšší uměle vytvořenou strukturou v Pekingu. Náklady na výstavbu činily zřejmě až 3,8 miliard dolarů (s věží One WTC v New Yorku jedna z nejnákladnějších budov na světě). Celková spotřeba oceli přesáhla 140 000 tun.
Vysoký je 528 m (přesně 527,7 m, což je uznávaná takzvaná architektonická výška a zároveň i výška střechy). Má 109 podlaží (asi 108 klasických pater) a k tomu 7 nebo 8 pater pod zemí. Nejvyšší užívané patro se nachází ve výšce 513,5 m nad zemí. Lidi přepravuje celkem 100 výtahů od finské firmy KONE, které dosahují rychlosti až 10 m/s.
K únoru 2021 je budova:
- 9. nejvyšší na světě
- 8. nejvyšší v Asii
- 4. nejvyšší v Číně
- 1. nejvyšší v Pekingu

Mrakodrap pravděpodobně zůstane v dohledné budoucnosti nejvyšší budovou v Pekingu. V roce 2018 místní úřady oznámily, že omezí nové projekty v centrální obchodní čtvrti táhnoucí se do výšky větší více než 180 metrů, aby město nebylo vysokými budovami zahlcené.
Budova disponuje prostory o výměře 437 000 m2 (též se uvádí 427 000 m2). Využití je smíšené; kancelářské prostory (60 pater), luxusní apartmány (20 pater) a hotel s 300 pokoji (dalších 20 pater). V podzemí je 651 parkovacích míst. Na 106. až 107. patře, ve výšce 503,5 m nad zemí, se nachází vyhlídková terasa (observatoř). Na střeše budovy, ve výšce 524–525 m, by měla vzniknout venkovní zahrada, ale aktuálně je zde umístěn helipad.
Svým neobvyklým tvarem se podobá přesýpacím hodinám. Podnož má šířku 78 m, směrem k vrcholu se budova v prostřední části zužuje na 54 m, a následně zase roztahuje do šířky 69 m. Stavějí se obvykle takové mrakodrapy, které se s rostoucí výškou pouze zužují (ubírá se jim na objemu), touto konstrukcí je tak poměrně unikátní.

## Rozvržení budovy
| Podlaží (od–do) | Funkce                                                                     |
| --------------- | -------------------------------------------------------------------------- |
| 108.–R2         | Technické zázemí                                                           |
| 105.–107.       | Observatoř (vyhlídková terasa)                                             |
| 103.–104.       | Technické zázemí / protipožární prostory                                   |
| 89.–102.        | Kanceláře (úsek 7); podlaží 89.–91. + sky lobby, podlaží 89.–90. + jídelna |
| 87.–88.         | Technické zázemí / protipožární prostory                                   |
| 75.–86.         | Kanceláře (úsek 6)                                                         |
| 73.–74.         | Technické zázemí / protipožární prostory                                   |
| 59.–72.         | Kanceláře (úsek 5); podlaží 59.–60. + sky lobby                            |
| 57.–58.         | Technické zázemí / protipožární prostory                                   |
| 45.–56.         | Kanceláře (úsek 4)                                                         |
| 43.–44.         | Technické zázemí / protipožární prostory                                   |
| 31.–42.         | Kanceláře (úsek 3)                                                         |
| 29.–30.         | Technické zázemí / protipožární prostory                                   |
| 19.–28.         | Kanceláře (úsek 2)                                                         |
| 17.–18.         | Technické zázemí / protipožární prostory                                   |
| 7.–16.          | Kanceláře (úsek 1)                                                         |
| 5.–6M           | Technické zázemí / protipožární prostory + klimatizační místnost           |
| 3.–4.           | Konferenční sál                                                            |
| 1.–2.           | Lobby (tzv. foyer; vstupní hala)                                           |
| B1              | Nákupní centrum                                                            |
| B2–B7           | Parkoviště (651 parkovacích míst)                                          |
| B8              | Technické zázemí                                                           |

## Galerie

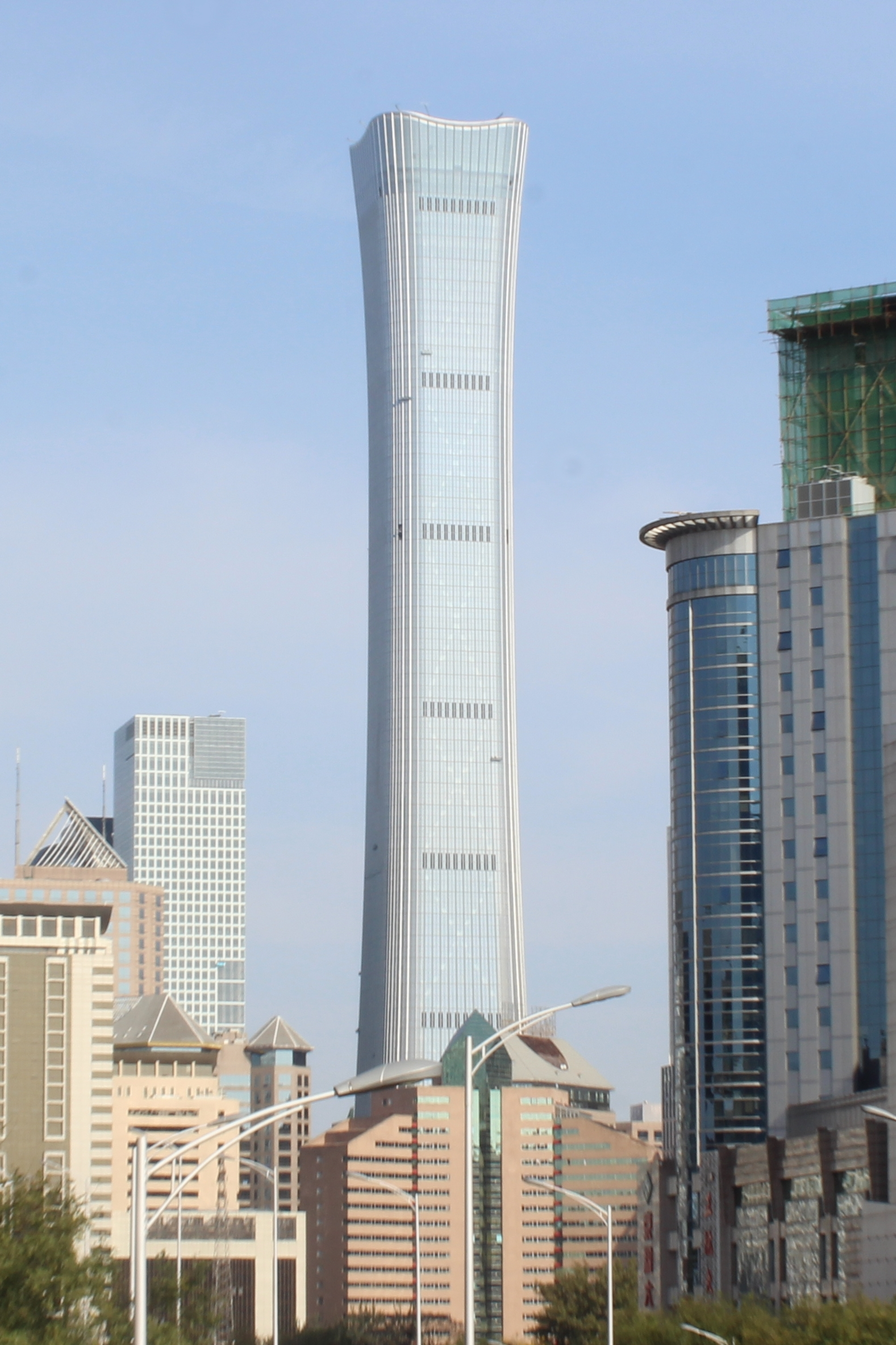
5. listopad 2018
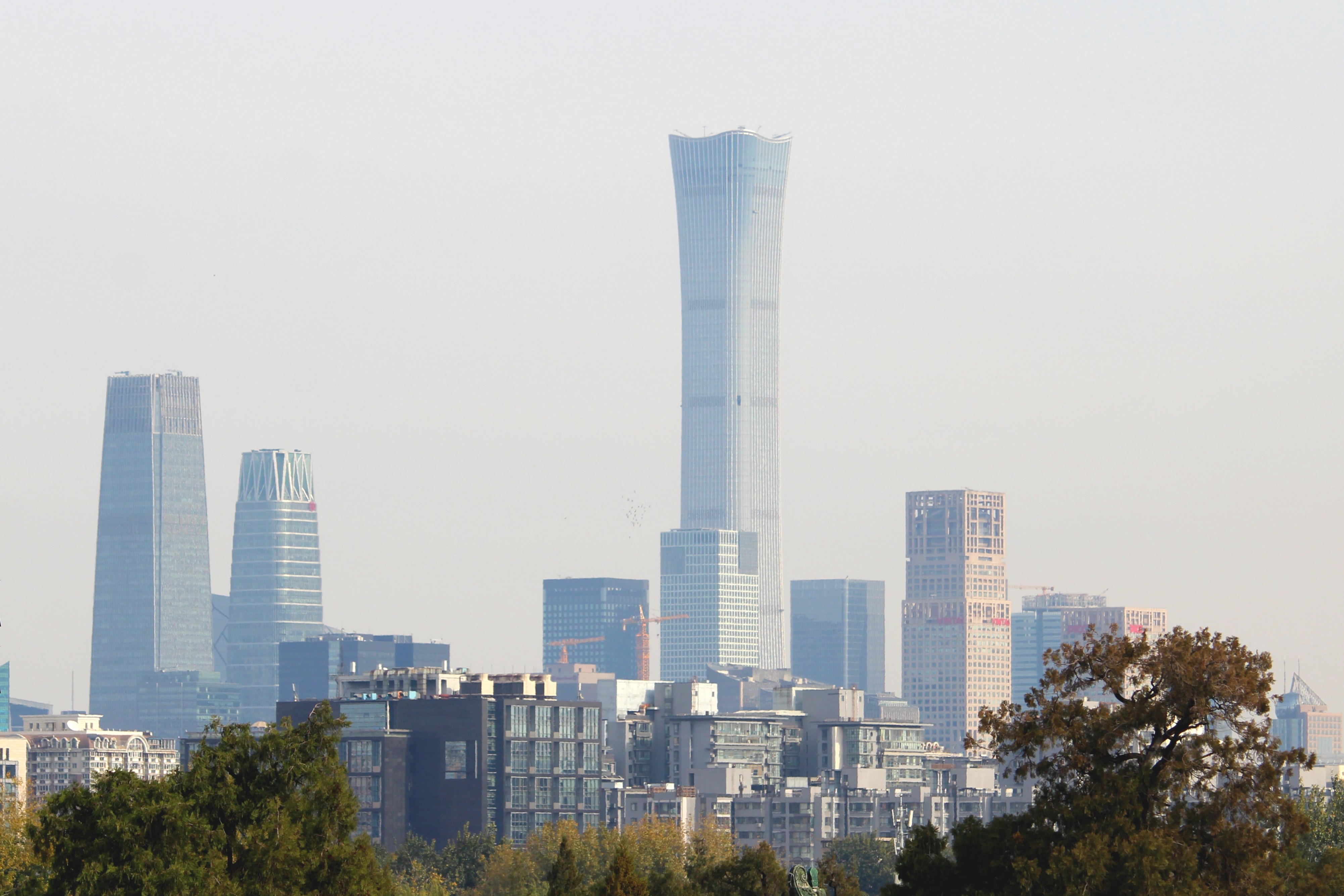
5. listopad 2018
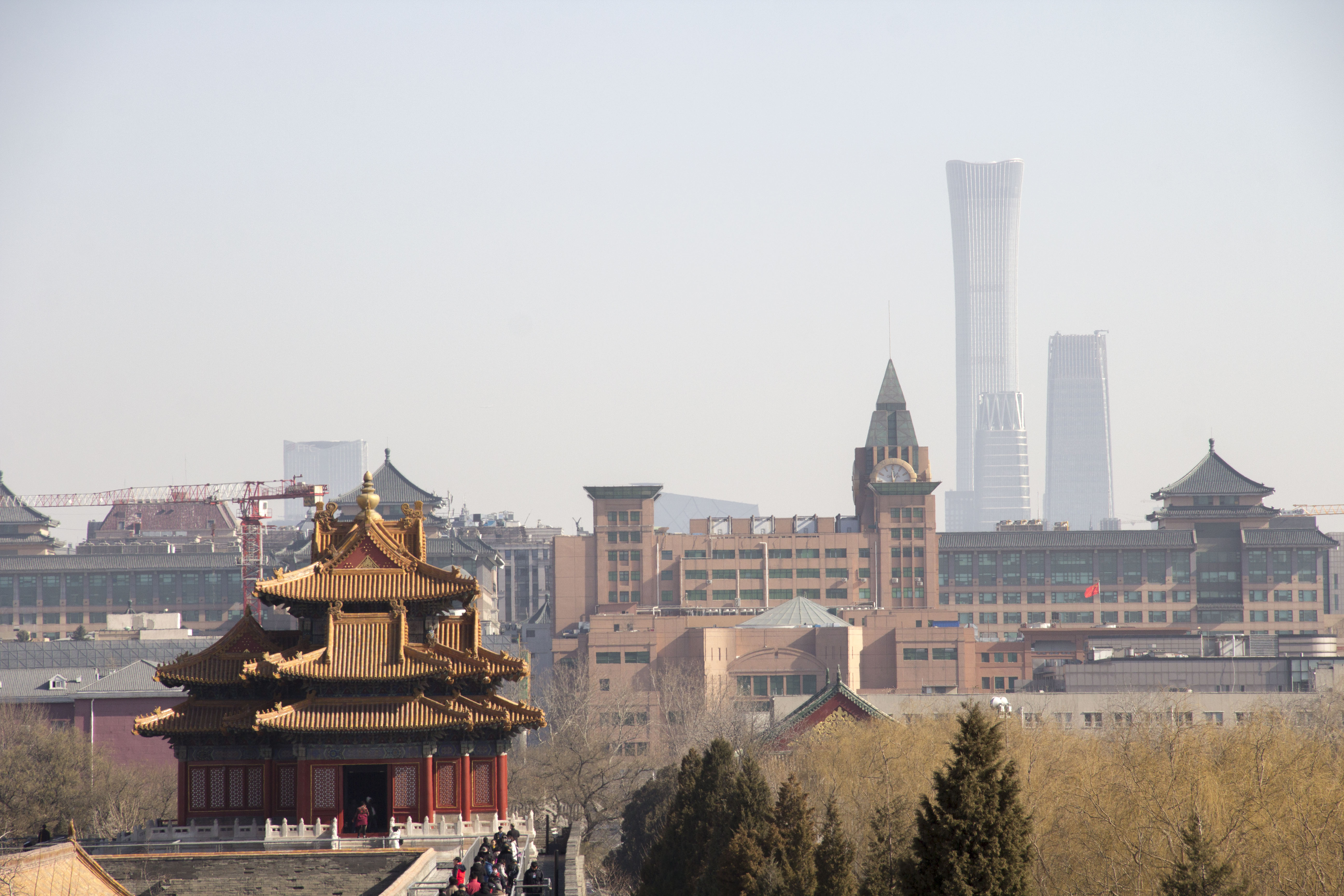
Nepřehlédnutelná dominanta Pekingu (1. únor 2019)
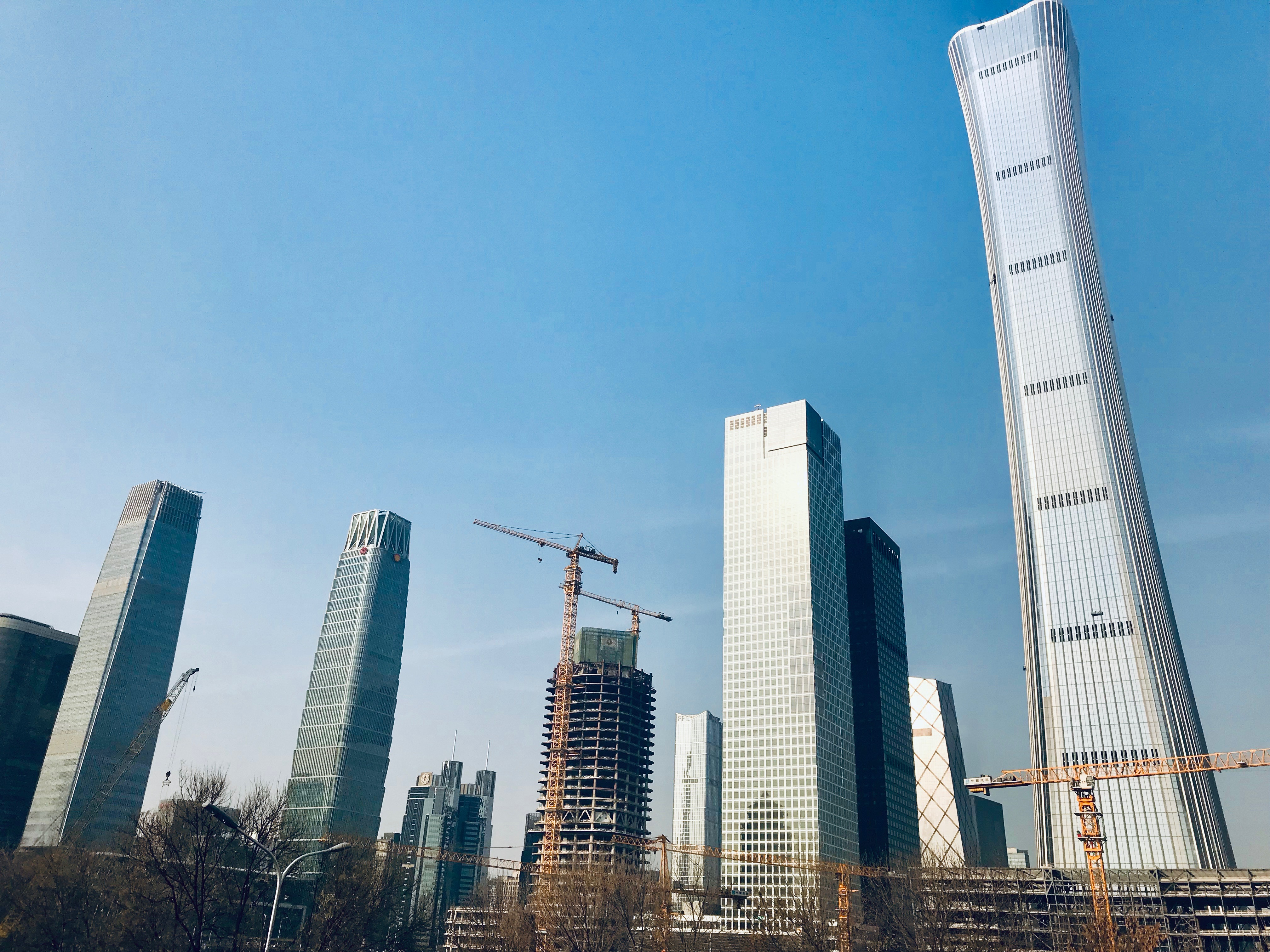
2. leden 2019
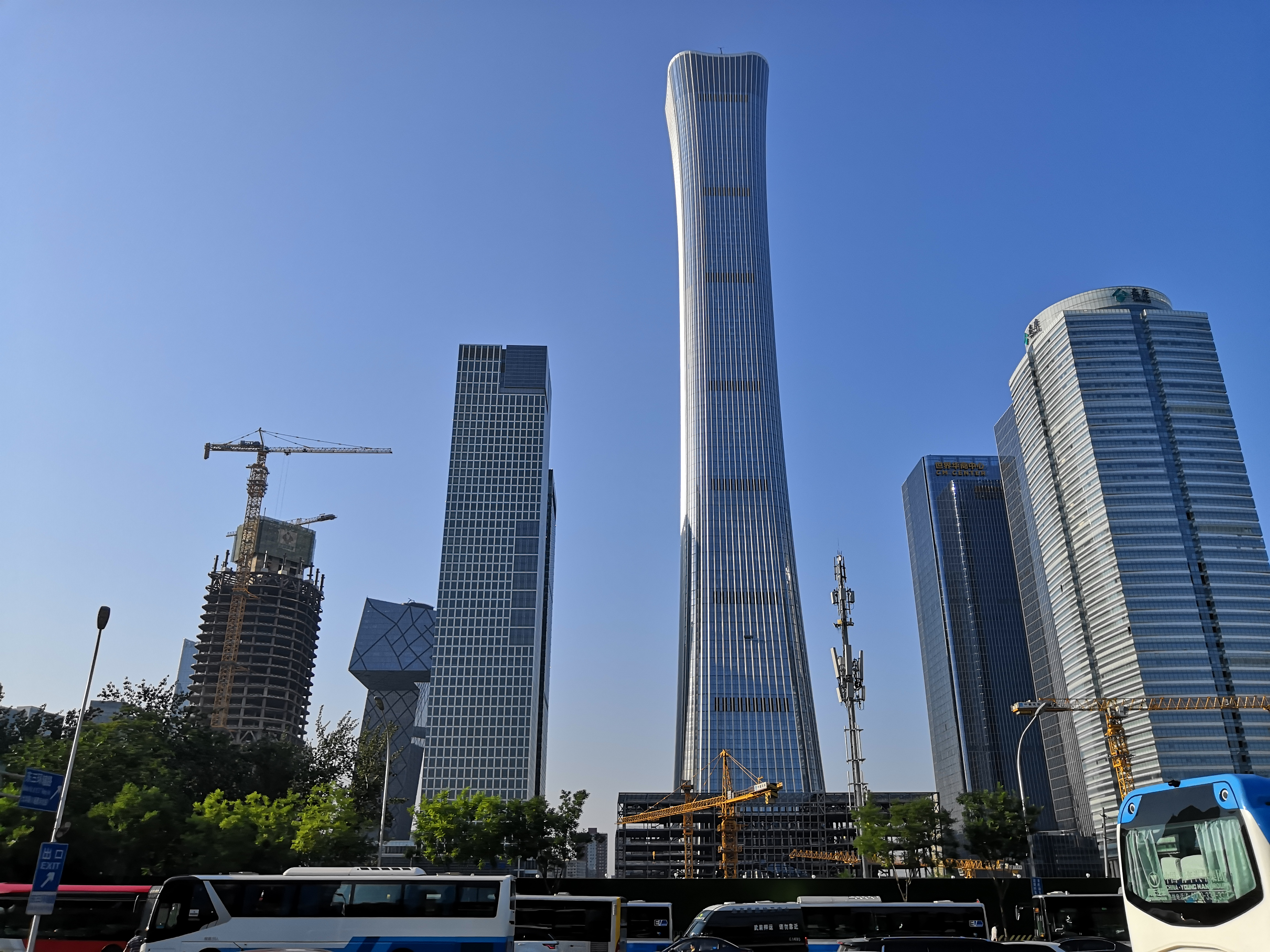
23. červenec 2019
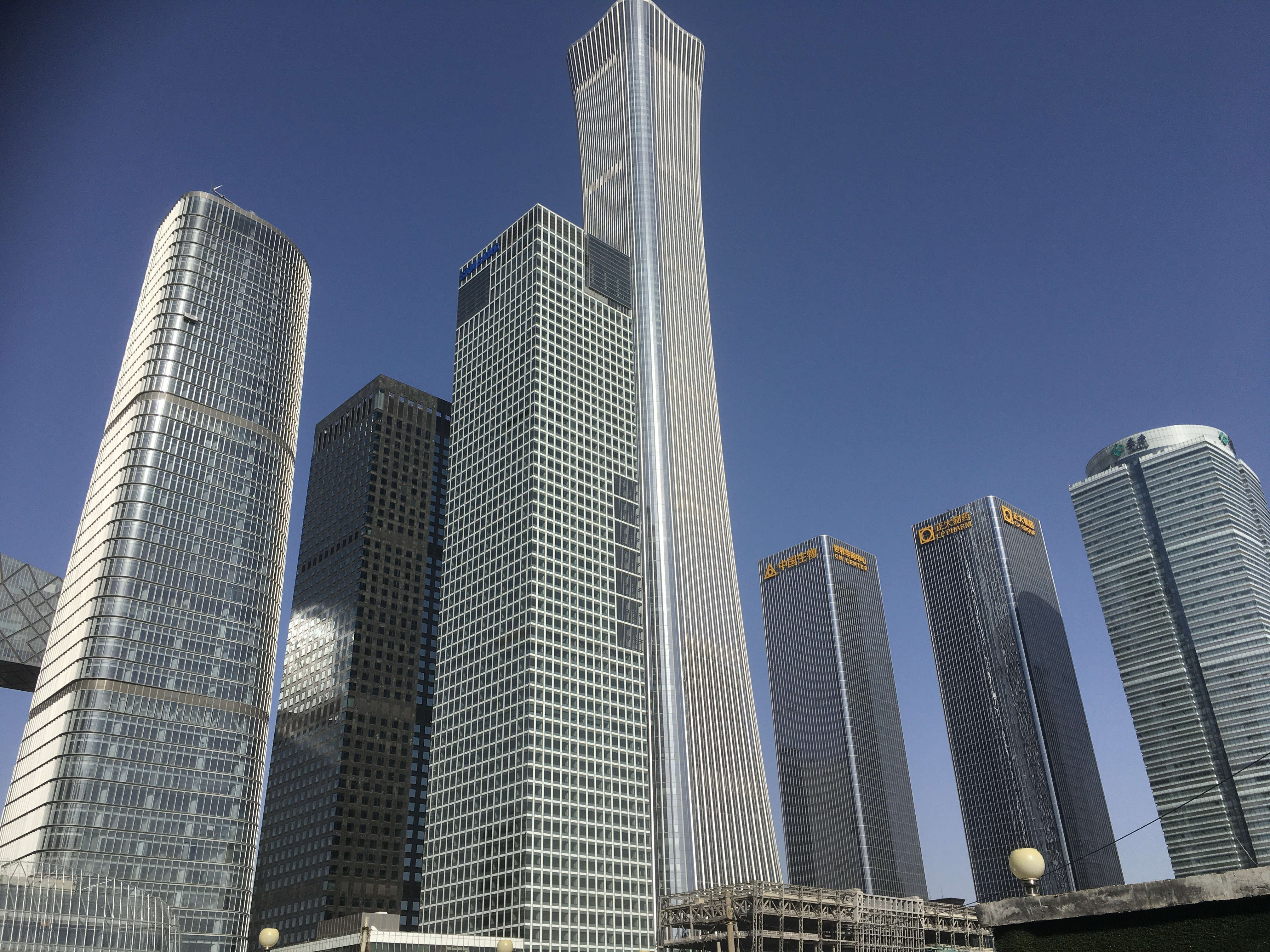
6. únor 2021
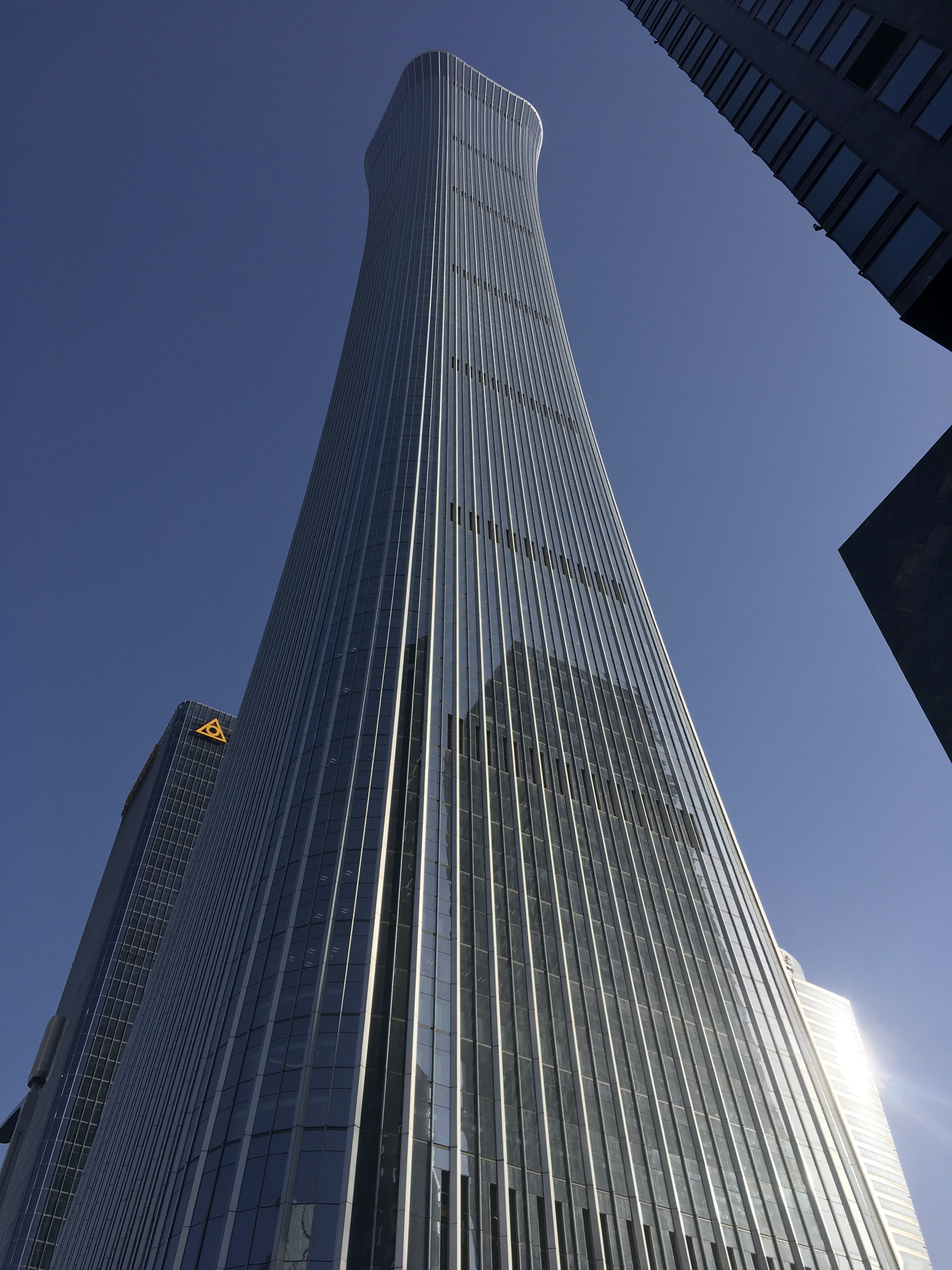
6. únor 2021